# Raiffeisen-Landesbank Tirol
Die Raiffeisen-Landesbank Tirol AG (RLB Tirol) mit Sitz in der Tiroler Landeshauptstadt Innsbruck ist ein im Jahr 1895 gegründetes Kreditinstitut und das Spitzeninstitut der Tiroler Raiffeisen-Bankengruppe.

## Eigentümer
Aktionäre der Bank sind hauptsächlich die genossenschaftlich organisierten Tiroler Raiffeisenbanken und in weiterer Folge als Inhaber der Genossenschaftsanteile die Kunden der jeweiligen regionalen Raiffeisenbanken.

## Leitung und Struktur
Der Vorstand setzt sich aus dem Vorstandsvorsitzenden Reinhard Mayr, dem stellvertretenden Vorstandsvorsitzenden Thomas Wass und Christof Splechtna zusammen. Die einzelnen Geschäftsbereiche sind auf die Vorstände verteilt.
Der Aufsichtsrat besteht aus elf Eigentümervertretern, sechs Vertretern des Betriebsrates sowie zwei Staatskommissären.

## Geschichte
Das Institut wurde im Jahr 1895 als Raiffeisen-Zentralkasse gegründet. Die Umwandlung in die heute bestehende Aktiengesellschaft erfolgte im Jahr 2002.

## Beteiligungen
Die RLB Tirol hält mehrere Beteiligungen, wobei nicht alle Unternehmen in der Finanzbranche tätig sind. Wichtige Beispiele sind:
- Raiffeisen Bank International AG
- Alpen Privatbank AG
- GRZ IT Center GmbH
- Raiffeisen Software Gesellschaft m.b.H.
- AQUA DOME Tirol Therme Längenfeld GMBH
- Raiffeisen-Leasing Österreich GmbH
- „UNSER LAGERHAUS“ Warenhandelsgesellschaft m.b.H.

## Sponsoring und Bankenmarke
Die RLB Tirol unterstützt  verschiedene Tiroler Initiativen aus den Bereichen Soziales, Kunst/Kultur, Bildung/Wissenschaft und Sport.
Die  Raiffeisen Bankengruppe insgesamt konzentriert sich  im Winter auf den Alpinen Skiweltcup und setzt in den anderen Jahreszeiten auf das österreichische Fußball-Nationalteam. Ski Alpin und Fußball sind die beiden Sportarten, die sowohl medial am präsentesten sind als auch von den Österreichern  selbst ausgeübt bzw. live oder in den Medien verfolgt werden. Mit diesen beiden Sportarten hat Raiffeisen mit den Sportsponsoringaktivitäten eine ganzjährige mediale Präsenz.